# Кресе сир Тиј
Кресе сир Тиј (фр. Crécey-sur-Tille) насеље је и општина у источном делу централне Француске у региону Бургоња, у департману Златна обала која припада префектури Дижон.
По подацима из 2011. године у општини је живело 141 становника, а густина насељености је износила 13,09 становника/km². Општина се простире на површини од 10,77 km². Налази се на средњој надморској висини од 287 метара (максималној 424 m, а минималној 272 m).

## Демографија
| 1962. | 1968. | 1975. | 1982. | 1990. | 1999. | 2011. |
| ----- | ----- | ----- | ----- | ----- | ----- | ----- |
| 134   | 136   | 133   | 107   | 124   | 164   | 141   |

График промене броја становника у току последњих година